# Jean Itard

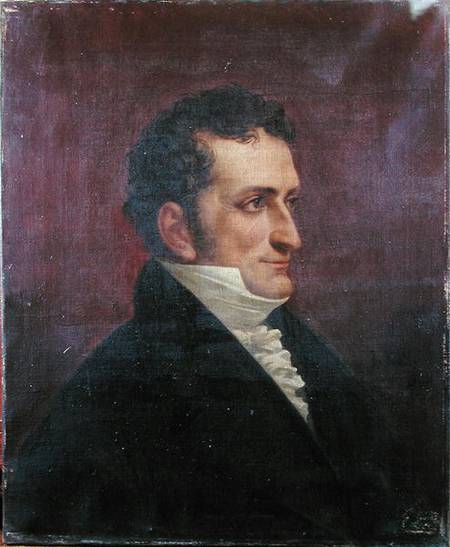
Jean Itard.

Jean Marc Gaspard Itard, född den 24 april 1774, död den 5 juli 1838, var en fransk läkare.
Under påverkan av abbé Sicard blev Itard intresserad av dövstumundervisning och anställdes som läkare vid dövstuminstitutet i Paris. Itard försökte på olika sätt utveckla dövstumundervisningen och bedrev artikulationskurser för döva med hörselrester.
Itard blev också en pionjär inom sinnesslöundervisningen. Itard visade att det är möjligt att undervisa sinnesslöa barn. Han är även känd för att han omhändertog och uppfostrade en sinnesslö pojke, den så kallade "vilden från Aveyron". I detta fall blev dock hans framsteg begränsade.
Bland Itards skrifter märks Rapport sur les noveaux développements et l'état actuel du sauvage de l'Aveyron (1807) och Traité des maladies de l'oreille et de l'audition (1821).

## Fotnoter
1. 1 2  Encyclopædia Britannica, Encyclopædia Britannica Online-ID: biography/Jean-Marc-Gaspard-Itardtopic/Britannica-Online, läst: 9 oktober 2017.[källa från Wikidata]
2. 1 2  Brockhaus Enzyklopädie, Brockhaus Enzyklopädie-ID: itard-jean-marc-gaspard, läst: 9 oktober 2017.[källa från Wikidata]
3. 1 2  GeneaStar, GeneaStar person-ID: itardj.[källa från Wikidata]
4. ↑  Педагоги и психологи мира, läs online.[källa från Wikidata]
5. 1 2 3  Bibliothèque nationale de France, BnF Catalogue général : öppen dataplattform, id-nummer i Frankrikes nationalbiblioteks katalog: 119083207, läst: 28 november 2022.[källa från Wikidata]